# Provincia Kilis
Provincia Kilis este o provincie a Turciei cu o suprafață de 1,642 km², localizată în partea central sudică a țării. A fost formată în 1994, înainte fiind parte a provinciei Gaziantep.

## Districte
Adana este divizată în 4 districte (capitala districtului este subliniată): 
- Elbeyli
- Kilis
- Musabeyli
- Polateli